# Mitchell Leisen
Mitchell Leisen, född 6 oktober 1898 i Menominee, Michigan, USA, död 28 oktober 1972, Los Angeles, var en amerikansk regissör, art director och kostymdesigner. Han började arbeta i filmindustrin på 1920-talet, då på konst- och kostymavdelningarna.
Han fick sin enda Oscarnominering år 1930, för art direction i Cecil B. DeMilles Dynamite. Han regisserade sin första film år 1933 och blev känd för sitt sinne för estetik och glansiga Hollywoodmelodraman och screwballkomedier.
Bland hans mest kända filmer återfinns adapteringen av Alberto Castellas Döden tar semester (1934), liksom Midnatt (1939) och Natten är så kort... (1941), båda med manus av Billy Wilder. Pappa har en väninna (1937), med Jean Arthur i huvudrollen, som var en annan framgång för regissören, skrevs av Preston Sturges. Hans comebackfilm, den klassiska komedin Parningstid, producerades av Charles Brackett och skrevs av Brackett, Richard Breen och Walter Reisch. Den var baserad på Caesar Dunns pjäs Maggie från 1951, och var en uppdaterad version av hans tidigare screwballkomedier från 1930-talet. I huvudrollerna återfanns Gene Tierney, John Lund, Miriam Hopkins och Thelma Ritter. Den kom att bli hans sista stora filmframgång, men han regisserade ytterligare några filmer fram till 1958.
Senare i sin karriär regisserade han episoder av The Twilight Zone och Shirley Temple's Storybook. Han avled av en hjärtsjukdom 1972, vid 74 års ålder. Han har fått en stjärna för filminsatser på Hollywood Walk of Fame.

## Filmregi, urval
- 1934 – Döden tar semester
- 1935 – En fattig miljonär
- 1937 – Pappa har en väninna
- 1939 – Midnatt
- 1940 – En kväll att minnas
- 1940 – Vår flygande reporter
- 1941 – Natten är så kort...
- 1942 – Ja, se fruntimmer!
- 1943 – Det starka är det sköna värt
- 1945 – Kitty
- 1946 – Kärlek som aldrig dör
- 1950 – Gift med en död man
- 1951 – Parningstid